# 白山古墳 (名古屋市)
白山古墳（はくさんこふん）は、名古屋市中区新栄三丁目にある前方後円墳。

## 概要
当地は標高約10メートル。面積は1503坪。南北に約70メートル、前方部が長さ約50メートル、後円部は約47メートル。小田切春江の筆による『尾張明細図』には堀が描かれ、東側に小川があったという。形式からすれば、古墳時代中期の成立とみられる。
後円部には白山神社（名古屋市中区新栄3-27-24）が祀られているが、これは清洲越しの際に清須朝日郷より遷されたものである。